# Nevolice
Nevolice là một làng thuộc huyện Domažlice, vùng Plzeňský, Cộng hòa Séc.